# 愛乃ララ
愛乃 ララ（あいの らら、1987年2月14日 - ）は、日本の元AV女優（サンプロ所属）。
東京都出身。身長:154cm。スリーサイズ:B87(E65)・W56・H82。血液型:B型。

## 略歴・人物
2005年にAVデビュー
2007年頃に引退。

## 出演作品

### アダルトビデオ
2005年
- 夏胸 （7月1日、フリービジョン）オムニバス作品
- ふらちな女子校生 （7月28日、ロータス企画）
- 手淫痴女 2 （8月10日、ドリームチケット）オムニバス作品
- やっぱ素人でしょ! 過激なコトが大好きな娘達。 マユ19才 （8月12日、タカラ映像） ※「マユ」名義
- 母子拘束手帳 （8月15日、アレックス）
- 夏生! ビキニギャルズ! 2 （9月30日、ケイ・エム・プロデュース）オムニバス作品
- 痴女校生 2 （10月10日、ドリームチケット）オムニバス作品
- 夏生!ビキニギャルズ! 4時間 〜ザーメンスコールSPECIAL〜 （10月21日、ケイ・エム・プロデュース）オムニバス作品
- 無毛少女売買館 3 （10月21日、グローリークエスト）
- [援交女子校生] （11月4日、タカラ映像）オムニバス作品
- パイパン大運動会EX パイパン娘。VS 毛ありまんこ娘。 （11月7日、カルマ）
- Ｓ級素人ギャル　千人斬り! Vol.5 （11月18日、ケイ・エム・プロデュース）オムニバス作品
- FETCH & EROTIC 黒Stocking 3 （11月25日、笠倉出版社）オムニバス作品

2006年
- ラブレズ [愛乃ララ×小倉みなみ] （1月19日、みるきぃぷりん♪）
- パイパンレズビアン2 （2月13日、カルマ）
- LaLa裸 （2月25日、オーロラプロジェクト）
- 妹萌え日記 （3月13日、マルクス兄弟）
- 焼肉屋でバレないように強制SEX （3月16日、甲斐正明事務所）
- カーセックス （3月30日、ゴリラプロジェクト）オムニバス作品
- この娘と。 act.01 （4月20日、無敵屋）
- なまハメ中出し注入 軟派GAL編 （5月19日、デジタルバンク）オムニバス作品
- SF 02　（5月27日、スマック）
- セーラー服騎乗位 02 （6月2日、ブラックベビー）オムニバス作品
- FRAGRANCE 1 （6月25日、イエロー）
- 女子校生れず 先輩と私 73 （7月14日、U&K）
- エロい女と美少女のスペレズ （7月19日、エムズビデオグループ）
- メガネっ娘 透け乳首 2 （8月25日、笠倉出版社）オムニバス作品
- パイパン18才 （9月5日、ハートフル社）オムニバス作品
- パイパンエンジェルDX 4 ハイパーデジタルモザイク （10月1日、MOODYZ）
- 粘着系レズローション No.01' （10月19日、BRAVO）オムニバス作品
- THE フェラチオ 完全撮り下し （10月27日、ビッグモーカル）オムニバス作品
- THE 手コキ 完全撮り下し （11月10日、ビッグモーカル）オムニバス作品
- ララの秘め事・性感Check!! （12月15日、T&Communication's）

2007年
- 輪姦し面談 （2月10日、山田商会）オムニバス作品
- ヤリすぎウテウテ痴女学院20人! 入学式があったよ! 痴女がいっぱいキター!! （4月5日、ディープス）
- セクハラ親父 （3月21日、チャンネル・ヴィ）
- ボインハイスクール!! 完全版 （6月22日、ケイ・エム・プロデュース）オムニバス作品

　他

### イメージビデオ
- ちょっと前まで現役高校生7 片平まなみ （2006年頃? 渋谷書店）